# Централна Рада Украјине
Централна Рада Украјине (укр. Українська Центральна Рада, Ukrains'ka Tsentral'na rada) (или само Централна рада) је био Свеукрајински савет који је уједињавао посланике војника, радника и сељака, као и малобројне чланове политичких, јавних, културних и стручних организација Украјинске Народне Републике. После Свеукрајинског националног конгреса (19–21. априла 1917), савет је постао револуционарни парламент у међувојном периоду који је трајао до Украјинско-совјетског рата. За разлику од многих других савета у Руској републици, бољшевизација овог савета је потпуно пропала, због чега су се чланови Руске социјалдемократске радничке партије (бољшевика) у Украјини, такође познате као Социјалдемократија Украјине, преселили у Харков.

## Преглед
Савет је од свог почетка управљао украјинским националним покретом и са своје четири Универзале водио земљу од аутономије до пуног суверенитета. Током свог кратког постојања од 1917. до 1918. године, Централна рада, на чијем је челу био украјински историчар и етнолог Михајло Грушевски, еволуирала је у основну владајућу институцију Украјинске Народне Републике и поставила преседане у парламентарној демократији и националној независности који су чинили основу независног украјинског идентитета након распада Совјетског Савеза.
Током совјетске ере, званична идеологија је описивала Централни савет као контрареволуционарни орган буржоазије и ситнобуржоаских националистичких партија.

## Успостављање

### Свеукрајински национални конгрес и проглас
Међу првима у Кијеву који су сазнали за исход фебруарских догађаја у Петрограду Петрограду био је Максим Синицки, директор Родина клуба (Породични клуб, раније као Украјински клуб). Већ током ноћи 14. марта 1917. Старицки је делио информације о догађајима са Васиљем Короливом-Старијим, а касније и са свим својим познаницима и пријатељима из клуба Родина, Друштва украјинских напредњака (ТУП), издаваштва Час (Време). Идеја Синицког је била неопходност оснивања центра за вођство украјинског покрета како се не би поновиле исте грешке које су се десиле током догађаја 1905–1907. Већ у ноћи 14. марта у Чикаленковој згради одржан је скуп само 27 чланова Друштва украјинских напредњака. На састанку је одлучено да се не жури са акцијама и да се одржавају редовни дневни састанци друштва у згради Родина клуба.
Већ 16. марта 1917. у згради Родина клуба окупило се преко 100 представника Кијева и неких покрајинских украјинских организација где се појавила идеја о оснивању Централног савета. Централни савет је формиран на паритетним основама између засебних украјинских организација. Дмитро Антонович се присећао да нису могли да нађу разумевање са ТУП-ом, али су се сложили да створе привремени Централни савет са нуклеусом од највише 25 чланова са опцијом проширења првенствено са делегатима ван Кијева. Језгро привременог Централног савета чинило је по пет представника из сваког ТУП-а, радника, академске омладине и задруга, као и два представника Социјалдемократске партије. Главни задатак привременог Централног савета био је да сазове Свеукрајински национални конгрес који је требало да усвоји Централни савет као стални украјински парламент.
Историчар украјинске дијаспоре Аркадиј Жуковски у свом чланку о Централном савету у Енциклопедији Украјине наводи да је савет основан у Кијеву 17. марта 1917. на иницијативу Друштва украјинских напредњака и уз учешће разних украјинских политичких партија, украјинских војних активиста, радника, верских активиста, студената, предузетника, јавних и културних организација као што су Украјинско научно друштво, Украјинско педагошко друштво, Друштво украјинских техничара и земљорадника итд. Тог дана Централни савет је телеграмом обавестио тек створену руску привремену владу о свом оснивању.
Дана 20. марта 1917. одржани су избори за руководство Централног савета. За шефа Раде је изабран Михајло Грушевски док су за његове заменике постављени Дмитро Дорошенко, представник ТУП-а и Дмитро Антонович, који представља социјалдемократе, а изабран је и писар (секретар) Сергеј Веселовскиј који представља Друштво украјинских техничара и земљорадника. У саопштењу листа Вести из Украјинске Централне Раде од 19. марта помиње се стварање Раде 7. марта и наводи њене прве институције: Президијум (председник Савета, два заменика, писар и благајник ) и девет Комисија. У мартовским протоколима Савета помиње се и управа (управа), али није назначен ни њен састав, права или функције.
Дана 22. марта 1917. Рада је објавила своју прву декларацију - Украјинском народу - у знак подршке руској Уставотворној скупштини. Дана 26. марта 1917. Михајло Грушевски се вратио у Кијев из изгнанства, али због незгоде у возу којим је путовао није могао одмах да присуствује седницама Централног савета. По први пут, Грушевски је председавао састанком Централног савета 28. марта 1917. Са његовим повратком, многи су полагали наде у окончање противречности и уједињење демократских снага. На састанку је одлучено да се државна застава подигне изнад Кијевске градске думе на месту где је некада био царски монограм. Володимир Науменко је изабран за заменика председника Централног савета. Разговарало се и о плановима за украјинску манифестацију 1. априла у Кијеву. Такође је агитационој комисији Централног савета наложено да за два дана припреми нацрт за Свеукрајински национални конгрес.
Међутим, одмах након сазивања Свеукрајинског националног конгреса 19-21. априла 1917. Рада се од привременог организационог већа трансформисала у парламент  који се састојао од 150 чланова изабраних из украјинских политичких партија, стручних и културних организација и делегата из губернија. Током Националног конгреса Грушевски је поново изабран за председника Раде, док су за његове заменике постављени лидери најпопуларнијих политичких партија Сергеј Јефремов и Володимир Виниченко. Пошто је Централна Рада имала украјински национално-културни поглед, често се суочавала са противљењем руског (и конзервативног и социјалистичког) и јеврејског сектора, који је представљао градско становништво. Централна рада, коју су предводили украјински либерални напредњаци, укључивала је украјинске умерене, социјалдемократе (укључујући мали контингент бољшевика) и социјалисте-револуционаре. Дана 23. априла 1917. Генерална скупштина Централног савета усвојила је Наредбу украјинском централном савету (Наказ) која је де факто постала њен први статут. У складу са демократским организационим принципима, виши орган Централног савета је дефинисан његовом Генералном скупштином. У Наказу од 23. априла помиње се да он одређује правац и природу целокупног рада Централног савета. Редовне седнице Генералне скупштине морале су се сазивати не ређе од једном месечно, а у случају хитне потребе могле су се сазивати и хитне седнице које су се сматрале валидним са било којим бројем присутних чланова. За читав период постојања Централног савета одржано је девет састанака Генералне скупштине.
Пре Прве украјинске Универзале Централна Рада је проширена за 130 представника које је делегирао II војни конгрес (23. јуна 1917) и 133 члана Савета сељачких посланика који су изабрани на I Свеукрајинском сељачком конгресу ( 15. јуна 1917). У јулу 1917. руске и јеврејске странке придружиле су се Централној Ради, значајно проширивши неукрајинско чланство.

### Генералне скупштине Централног савета
Прва Генерална скупштина Централног савета одржана је 21. априла [О.С. 8. април] 1917, последњи дан Свеукрајинског националног конгреса. На састанку је проверавана и усвојена листа чланова Централног савета изабраних на конгресу и формиран је извршни орган, Комитет Централног савета.
Друга Генерална скупштина Централног савета (5–6. мај 1917) разматрала је питање украјинизације војске и усвојила први правни документ Централног савета, раније поменути Наказ.
Трећа Генерална скупштина Централног савета (20–22. мај 1917) концентрисала се на питање односа са руском привременом владом и слање опуномоћене делегације у Петрограду како би се решило питање права украјинског народа на националну територијалну аутономију.
Четврта Генерална скупштина Централног савета (14–16. јун 1917) саслушала је извештај Володимира Виниченка о дипломатској мисији делегације Савета у Петрограду, о одбијању захтева за аутономију од стране руске привремене владе. На скупу је усвојено да се апелује на украјински народ са позивом хитно постављање темеља аутономног система у Украјини. Та резолуција је постала важна основа за проглашење Прве Универзале украјинског Централног савета.
Пета Генерална скупштина Централног савета (2–14. јул 1917) одобрила је стварање Генералног секретаријата и његову прву декларацију, усвојила низ резолуција које су се тицале реорганизације Централног савета додавањем представника националних мањина који су живели у Украјини. Скупштина је одлучила да у Кијеву сазове конгрес народа Русије који су тражили федерално уређење земље, изменила статут комитета Централног савета проширењем његових права и броја чланова, расправљала о току преговора руководства Централног савета са Делегацијом руске привремене владе у Кијеву и усвојила је Другу Универзалу украјинског Централног савета.
Шеста Генерална скупштина Централног савета (18–19. август 1917) грубо је расправљала о ситуацији која је настала након одбијања Привремене владе да одобри Статут Вишег ауторитета Украјине замењујући га са Привремено упутство Генералном секретаријату Привремене владе. На тој скупштини је постављено питање сазивања украјинске уставотворне скупштине, као и осуђена иницијатива Привремене владе да се одржи Државна конференција 25. августа 1917. у Москви.
Седма Генерална скупштина Централног савета (11–15. новембар 1917) посветила је пажњу углавном проналажењу излаза из ситуације у земљи након рушења Привремене владе у Петрограду и оружаног инцидента у Кијеву.
Осма Генерална скупштина Централног савета (25–30. децембар 1917) водила је оштру дебату о питањима мира и земље, расправљала о току припрема за изборе за украјинску уставотворну скупштину.
Девета Генерална скупштина Централног савета (28. јануар – 7. фебруар 1918) усвојила је законе о земљишту и осмочасовном радном дану, донела неке измене у закон о изборима за уставотворну скупштину Украјине, расправљала о току мировних преговора у Брест-Литовску, ситуација која је настала у вези са бољшевичком офанзивом и Јануарским устанком у Арсеналу, одобрила је реорганизацију Малог савета, одобрила Всеволода Голубовича на место председника Савета народних министара.
Генерално гледано, Генерална скупштина украјинског Централног савета је од самог почетка грађена као парламентарна седница, копирајући процедуре руске Државне думе. Украјинско централно веће поделиле су партијске фракције које су у потреби формирале блокове. Подносили су интерполације (упите). Постојале су и разне парламентарне комисије: неке на сталној основи, друге – ситуационо за решавање било какве хитне потребе. Током расправе о неким компликованим питањима, формиране су помирљиве комисије. Одлуке су се по правилу доносиле простом већином гласова. Упркос свим њиховим високим овлашћењима, генерална скупштина је изгледала као неефикасна институција. О органским недостацима њиховог рада сведоче бројни документи, а посебно сами протоколи седница као што су избијање политичких емоција, демагогија и популизам над конструктивном политиком. Одабране седнице протестовале су у природи претварајући се у вербалне борбе бројних партијских фракција.

## Одбор Централног савета (Мало веће)
Мала Рада је била Централни извршни комитет Централне Раде. Основана је априла 1917. и састојала се од 19 чланова: М. Грушевски (председавајући), С. Јефремов и В. Винниченко - заменици председника, чланови - Барановски, Бојко, Запорожец, Ковал, Косив, Конор-Вилинска, Крижановски, Мирна, Никовски, Одинец, Прокопович, Стасјук, Старицка-Черњахивска, Садовски, Чикаленко и Христјук. Изабрани председавајући Малог већа био је Грушевски који је такође био на тој функцији поред своје улоге председника Централне Раде. Његови заменици били су Винниченко и Јефремов.
На седницама Мале Раде прво су се решавала сва важна државна питања, а касније је сваки закон требало да буде ратификован на пленуму Централне Раде.

## Политичке прокламације (Универзале)

### Прва Универзала
Дана 23. јуна 1917. украјинско Централно веће прогласило је на Другом свеукрајинском војном конгресу своју Прву Универзалу Украјинској нацији у Украјини и изван њених граница. Био је то одговор украјинског Централног савета руској Привременој влади на њен негативан став према украјинској аутономији. Према Првој Универзали, без одвајања од целе Русије... Украјински народ мора сам да управља својим животима, законе мора да усвоји украјинска Народна скупштина. Аутор Прве Универзале био је Володимир Винниченко. Након проглашења аутономије, 28. јуна [О.С. 15. јуна] 1917. основан је Генерални секретаријат.
Главне одредбе Прве Универзале:

1. «Од сада ћемо сами стварати своје животе». Развој Украјине «без одвајања од целе Русије».
2. Украјинско централно веће проглашено је за највиши државни орган у Украјини.
3. Позив за реизбор локалне администрације, замену са представницима који су посвећени украјинском циљу.
4. Позиви националним мањинама на заједнички рад.
5. Сазивање Свеукрајинске уставотворне скупштине.
6. Само Свеукрајинска уставотворна скупштина има право да усваја законе Украјине.
7. Увођење посебног пореза на лична предузећа.
8. Препознавање потребе израде закона о расподели земљишних поседа.

### Друга Универзала
Дана 16. јула [О.С. 3. јул] 1917. Украјински Централни савет усвојио је своју Другу Универзалу.
Садржај:

1. Централни савет мора бити проширен представницима других народа који живе у Украјини;
2. Проширени Централни савет организује Генерални секретаријат, чији састав одобрава руска привремена влада;
3. Централни савет почиње израду закона о аутономном успостављању Украјине који мора да одобри руска Уставотворна скупштина. До усвајања овог закона украјинско Централно веће се обавезује да неће вршити аутономију Украјине;
4. Формирање украјинске војске врши се под контролом руске привремене владе.

Друга Универзала је проглашена на седници украјинског Централног савета.

### Трећа Универзала
Након бољшевичког државног удара (тзв. Октобарске револуције) у Русији, 20. новембра [О.С. 7. новембар] 1917. Централно веће је прогласило Украјинску Народну Републику са одређеном територијом у савезним везама са Руском Републиком. Истовремено, Централни савет је усвојио закон о изборима за украјинску уставотворну скупштину и низ других закона. Централни савет је подржала већина становништва Украјине, што се показало на изборима за руску Уставотворну скупштину 25. новембра 1917. где су украјинске странке добиле 75% гласова у односу на само 11% гласова бољшевика.
Већ од новембра, бољшевици су неколико пута покушали да преузму власт у Украјини. После још једног неуспелог устанка у Кијеву, руска бољшевичка влада (Совнарком) је 17. децембра објавила ултиматум украјинском Централном савету, који је Централни савет одбио и онда су бољшевичке трупе почеле офанзиву на Украјину. Конгрес совјета сељачких, војничких и радничких посланика, сазван у Кијеву 17. децембра, изразио је своје пуно поверење и снажну подршку украјинском Централном савету. Бољшевички посланици су били принуђени да се преселе у Харков где су 25. децембра створили алтернативну владу Централном савету и Генералном секретаријату, названу Народни секретаријат. Истовремено, Централни савет је послао своју делегацију на Конференцију мира са Централним силама у Брест-Литовску.

### Четврта Универзала
Универзала је прогласила Украјинску Народну Републику, као «засебну, ни од кога зависну, слободну, суверену државу украјинског народа», извршни орган Генерални секретаријат – Веће народних министара.
Редовну војску је променила полицијом; наложено да спроведе изборе за народне совјете: волштине, среске и локалне; успостављен монопол на трговину; контрола над банкама; потврдио је закон о преносу земље на сељаке без откупа узимајући за основу укидање приватне својине и подруштвљавање земље. Наложило је Савету народних министара да настави започете преговоре са Централним силама до потписивања мира; позвао све грађане Украјинске Народне Републике на борбу против бољшевика.
Услови Четврте Универзале:

1. Украјинска Народна Република се проглашава независном, слободном сувереном државом украјинског народа;
2. Са свим својим суседима, Украјинска Народна Република настоји да живи у миру и слози;
3. Власт у Украјини припада народу Украјине, Централно веће ће владати у име свакога док се не састане украјинска Уставотворна скупштина;
4. Политика бољшевика која води грађанском рату је подвргнута оштрој критици;
5. Украјинско централно веће се обавезује да ће се борити против бољшевичких колаборациониста у Украјини;
6. Украјински Централни савет се обавезује да ће одмах започети мировне преговоре са Немачком;
7. Украјински Централни савет планира да спроведе земљишну реформу у интересу сељака;
8. Држава мора да спроведе контролу над трговином и банкама

## Чланови
До краја јула 1917. Централна рада је формално имала 822 посланика. Њени чланови су припадали следећим странкама:
- Свеукрајински савет сељачких посланика - 212
- Свеукрајински савет војних посланика - 158
- Свеукрајински савет радничких посланика - 100
- Представници неукрајинских радничких и војних посланика - 50
- Украјинске социјалистичке партије - 20
- Руске социјалистичке партије - 40
- Јеврејске социјалистичке партије - 35
- Пољска социјалистичка партија - 15
- Представници градова и губернија - 84
- Представници стручних, образовних, привредних и јавних организација и других националних мањина - 108

Од ових 822 посланика, изабрана је Мала Рада са 58 чланова, укључујући 18 припадника различитих националних мањина. На иницијативу Централне раде у Кијеву је 21-28. септембра 1917. одржан конгрес руских народности.

## Судбина чланова Централног савета
Совјетска влада Украјине у децембру 1917. прогласила је све чланове савета одметницима као део национално-буржоаске владе. Дана 29. јануара 1918. бољшевистичке трупе су ушле у Кијев и прогласиле Совјетски државни удар. Кијевски гарнизон се придружио Совјетима и свргнуо Раду. Бољшевици су успоставили Харков као главни град Совјетске Украјине.